# اچ‌ام‌اس واسپ (۱۸۰۰)
اچ‌ام‌اس واسپ (۱۸۰۰) (به انگلیسی: HMS Wasp (1800)) یک کشتی است که طول آن ۱۰۱ فوت ۹ اینچ (۳۱٫۰ متر) می‌باشد. این کشتی در سال ۱۷۹۸ ساخته شد.